# Eriocaulon glaucum
Eriocaulon glaucum là một loài thực vật có hoa trong họ Cỏ dùi trống. Loài này được Griff. mô tả khoa học đầu tiên năm 1851.